# Emyn Arnen
Emyn Arnen (en élfico «Colinas junto al agua») es un lugar ficticio que pertenece al legendarium del escritor británico J. R. R. Tolkien. Es el nombre que recibe un grupo de colinas junto al curso inferior del Anduin, cerca de Minas Tirith. Según la tradición, de allí procedía el antecesor de los senescales del rey, Húrin. Faramir, último de los Senescales Regentes, fue nombrado por el rey Elessar Príncipe de Ithilien y Señor de Emyn Arnen, y allí fue a vivir con su esposa, la dama Éowyn, después de la Guerra del Anillo.
- Datos: Q3175602